# Термити
Термитите (Termitoidea) са група насекоми, които до неотдавна са били класифицирани като инфраразред Isoptera, но сега се считат за надсемейство в разред Хлебарки (Blattodea). Живеят на колония, от няколкостотин до няколко милиона.

## Класификация
До 1996 г. са открити около 2800 вида термити, класифицирани в седем семейства:
Надсемейство Термити
- Семейство Hodotermitidae Desneux, 1904 – 3 рода, 19 вида
  - Подсемейство Hodotermitinae Desneux, 1904
- Семейство Kalotermitidae Banks, 1919 – 22 рода, 419 вида
- Семейство Mastotermitidae Desneux, 1904 – 1 вид (Mastotermes darwiniensis)
- Семейство Rhinotermitidae Froggatt, 1897 – 14 рода, 343 вида
  - Подсемейство Coptotermitinae Holmgren
  - Подсемейство Heterotermitinae Froggatt
  - Подсемейство Prorhinoterminae Quennedey & Deligne, 1975
  - Подсемейство Psammotermitinae Holmgren
  - Подсемейство Rhinotermitinae Froggatt
  - Подсемейство Stylotermitinae Holmgren, K & N, 1917
  - Подсемейство Termitogetoninae Holmgren
- Семейство Serritermitidae Holmgren, 1910 – 1 вид (Serritermes serrifer)
- Семейство Termitidae Latreille, 1802 – 236 рода, 1958 вида
  - Подсемейство Apicotermitinae Grassé & Noirot, 1954 – 42 рода, 208 вида
  - Подсемейство Foraminitermitinae Holmgren, 1912 – 2 рода, 9 вида
  - Подсемейство Macrotermitinae Kemner, 1934 – 13 рода, 362 вида
  - Подсемейство Nasutitermitinae Hare, 1937 – 80 рода, 576 вида
  - Подсемейство Sphaerotermitinae Engel & Krishna, 2004 – 1 вид
  - Подсемейство Syntermitinae Engel & Krishna, 2004 – 13 рода, 99 вида
  - Подсемейство Termitinae Latreille, 1802 – 90 рода, 760 вида
- Семейство Termopsidae (Grasse, 1949) – 5 рода, 20 вида
  - Подсемейство Termopsinae Holmgren, 1911
  - Подсемейство Porotermitinae Emerson, 1942
  - Подсемейство Stolotermitinae Holmgren, 1910